# Villamarco
Villamarco es una pedanía y localidad española perteneciente al municipio de Santas Martas, en la provincia de León, comunidad autónoma de Castilla y León. Está situado en la CV-195-14.

## Demografía

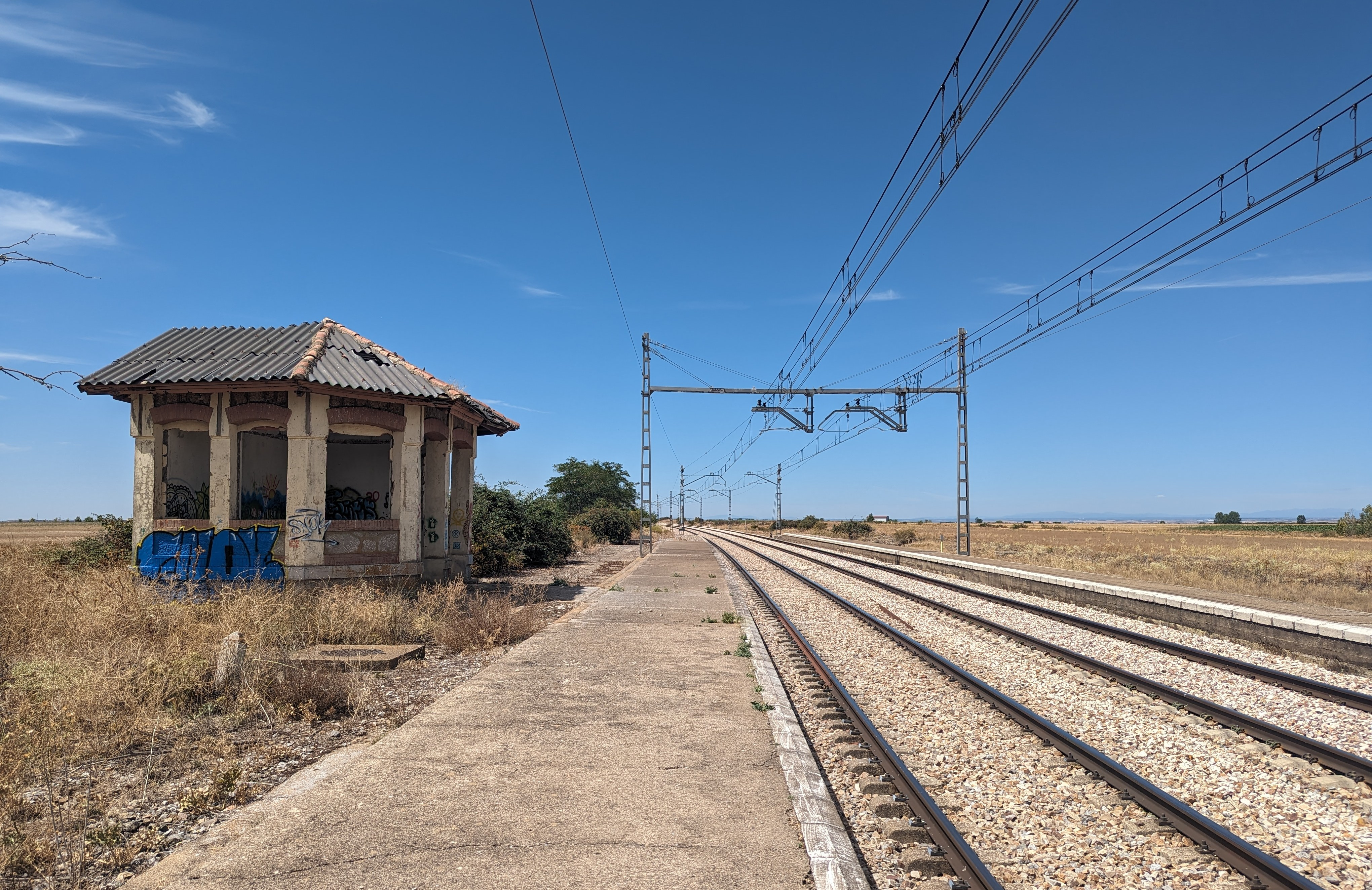
Antiguo apeadero ferroviario

Tiene 204 habitantes, 105 varones y 99 mujeres.